# Aeroportul Regional Tri-County
Aeroportul Regional Tri-County (IATA: LNR, ICAO: KLNR, FAA LID: LNR) este un aeroport din Wisconsin, Statele Unite ale Americii ce deservește zona Lone Rock⁠(d).
Situat la o altitudine de 219 m, aeroportul dispune de 2 piste.

## Infrastructură

### Piste
Aeroportul dispune de 2 piste. Pista 09/27 are suprafața de asfalt și dimensiunile 5.000 picioare × 75 picioare. Pista 18/36 are suprafața de asfalt și dimensiunile 1.850 picioare × 60 picioare. 